# (7968) Elst-Pizarro
(7968) Elst-Pizarro, inaczej 133P/Elst-Pizzaro – małe ciało Układu Słonecznego zaliczane do planetoid z pasa głównego (w tym kontekście używane jest pierwsze oznaczenie) oraz do komet okresowych (drugie oznaczenie). Okrąża Słońce w ciągu 5 lat i 227 dni w średniej odległości 3,16 j.a. Odkryli je 14 lipca 1996 roku Eric Elst i Guido Pizarro w Obserwatorium La Silla. Nazwa obiektu pochodzi od nazwisk odkrywców, zgodnie z zasadą obowiązującą dla komet. Planetoida nosiła również oznaczenie tymczasowe (7968) 1996 N2.